# 4011 Bakharev
4011 Bakharev је астероид главног астероидног појаса са средњом удаљеношћу од Сунца која износи 2,194 астрономских јединица (АЈ).
Апсолутна магнитуда астероида је 13,9.